# Reeducació mitjançant el treball
La reeducació mitjançant el treball (xinès simplificat: 劳动 教养; xinès tradicional: 勞動 教養; pinyin: láodòng jiàoyǎng), abreujat laojiao (xinès simplificat: 劳教; xinès tradicional: 勞教; pinyin: láojiào) va ser un sistema de detenció administrativa en la República Popular de la Xina. El sistema va ésser vigent des del 1957 fins al 2013, i va ser emprat contra persones acusades de delictes menors com el robatori petit, la prostitució i el tràfic de drogues, així com a dissidents polítics, peticionaris i membres de Falun Gong. Aquest sistema no s'ha de confondre amb el laogai o camps de treball.
Les sentències sota reeducació mitjançant el treball solien ser d'un a tres anys, amb una possible pròrroga d'un any. Va ser utilitzat principalment com una càstig administratiu per part de la policia, en comptes d'utilitzar sistema judicial i per tant, l'àmbit penal. Els detinguts rebien sovint educació política. Les estimacions sobre el nombre de persones sota el laojiao se situava entre els 190.000 fins als dos milions, anualment. Es calcula que el 2013 hi havia aproximadament 350 camps laojiao en funcionament.
El 28 de desembre de 2013, el Comitè Permanent del Congrés Popular Nacional va abolir la reeducació mitjançant el treball i van ésser alliberats els detinguts. [2] [3] Tanmateix, diversos grups de drets humans han observat que s'han adoptat altres tipus de detenció extrajudicial, i que sovint s'utilitzen els antic centres laojiao com a centres de detenció oficialment anomenats centres de rehabilitació de drogues.